# Diecéze Assis
Diecéze Assis je římskokatolická diecéze nacházející se v Brazílii.

## Území
Zahrnuje území měst Assis, Borá, Cândido Mota, Cruzália, Echaporã, Florínea, Iepê, João Ramalho, Lutécia, Maracaí, Oscar Bressane, Palmital, Paraguaçu Paulista, Pedrinhas Paulista, Platina, Quatá, Rancharia a Tarumã státu São Paulo.
Biskupským sídlem je město Assis, kde se nachází hlavní chrám, katedrála Nejsvětějšího Srdce Ježíšova.

## Historie
Diecéze byla zřízena 30. listopadu 1928 bulou Sollicitudo universalis papež Pia XI. z části území diecéze Botucatu. Původně byla sufragánou arcidiecéze São Paulo, ale 19. dubna 1958 vstoupila do církevní provincie Botucatu.
Dne 4. září 1954 byl apoštolským listem In gravi saeculo papeže Pia XII. ustanoven patronem diecéze svatý František z Assisi.
Dne 16. ledna 1960 byl část území včleněna do nové diecéze Presidente Prudente a 11. dubna 1983 byla do diecéze včleněna další část území. Dne 30. prosince 1998 přešla část území do diecéze Ourinhos.

## Seznam biskupů
- Antônio José dos Santos, C.M. (1929–1956)
- José Lázaro Neves, C.M. (1956–1977)
- Antônio de Souza, C.S.S. (1977–2004)
- Maurício Grotto de Camargo (2004–2008)
- José Benedito Simão (2009–2015)
- Argemiro de Azevedo, C.M.F. (od 2016)